# Bill Brochtrup
William Brochtrup Jr., detto Bill (Inglewood, 7 marzo 1963), è un attore statunitense.

## Biografia
Nato a Inglewood, California, è cresciuto a Tacoma, Washington e si è laureato alla Tisch School of the Arts dell'Università di New York nel 1985.
Dopo la laurea, si trasferì a Los Angeles per intraprendere la carriera di attore. All'inizio della sua carriera venne accreditato come William Brochtrup.
I suoi crediti teatrali includono Snakebit di David Marshall Grant (off-Broadway al Century Center e a Los Angeles alla Coast Playhouse), South Coast Repertory (Rumori fuori scena, Taking Steps, The Real Thing), The Antaeus Company (Peace In Our Time, Il malcontento, La cugina Bette, Tonight at 8.30 e Pera Palas di Sinan Unel), Black Dahlia Theatre (Segreti del mestiere di Jonathan Tolins, Theatre District di Richard Kramer, entrambi diretti da Matt Shakman), The Odyssey Theatre Ensemble (Bach a Lipsia e Small Tragedy), L.A. Theatre Works (The Great Tennessee Monkey Trial e Corte marziale per l'ammutinamento del Caine) e Pasadena Playhouse (If Memory Serves).
È apparso nei film Man of the Year, Space Marines, L'insaziabile, Duck, La verità è che non gli piaci abbastanza e Tre all'improvviso.
È stato un membro regolare del cast in tre serie TV di Steven Bochco: la sitcom della CBS Public Morals, il dramma della ABC Total Security e sette stagioni del dramma della ABC NYPD - New York Police Department. È comparso anche in serie come Dexter, Senza traccia, la serie animata per bambini La famiglia della giungla, Major Crimes e Celebrity Poker Showdown. È un ospite frequente del newsmagazine della PBS In The Life.

## Vita privata
Ha fatto coming out tramite la rivista People nel 1997.

## Filmografia parziale

### Cinema
- L'insaziabile (Ravenous), regia di Antonia Bird (1999)
- Duck, regia di Nic Bettauer (2005)
- La verità è che non gli piaci abbastanza (He's Just Not That into You), regia di Ken Kwapis (2009)
- Tre all'improvviso (Life as We Know It), regia di Greg Berlanti (2010)

### Televisione
- La signora in giallo (Murder, She Wrote) – serie TV, episodi 6x10-12x16 (1989-1996)
- Un detective in corsia (Diagnosis: Murder) – serie TV, un episodio (1994)
- NYPD - New York Police Department (NYPD Blue) – serie TV, 156 episodi (1995-2005)
- Public Morals – serie TV, 13 episodi (1996)
- La famiglia Brock (Picket Fences) – serie TV, un episodio (1996)
- Total Security – serie TV, 13 episodi (1997)
- Dharma & Greg – serie TV, un episodio (1997)
- Senza traccia (Without a Trace) – serie TV, un episodio (2005)
- Dexter – serie TV, un episodio (2010)
- Shameless – serie TV, 4 episodi (2013-2014)
- Major Crimes – serie TV, 13 episodi (2013-2017)

## Doppiatori italiani
Nelle versioni in italiano delle opere in cui ha recitato, Bill Brochprut è stato doppiato da:
- Riccardo Niseem Onorato in NYPD - New York Police Department (st. 2)
- Stefano Benassi in NYPD - New York Police Department (st. 6-12)
- Vittorio Guerrieri in La signora in giallo
- Gabriele Trentalance in Space Marines
- Andrea Zalone in Total Security
- Fabrizio Pucci in L'insaziabile
- Stefano Billi in La verità è che non gli piaci abbastanza
- Gianfranco Miranda in Tre all'improvviso
- Alberto Bognanni in Major Crimes